# Distretto di Torul
Il distretto di Torul (in turco Torul ilçesi) è uno dei distretti della provincia di Gümüşhane, in Turchia.